# Sit pitdaurat
El sit pitdaurat (Emberiza flaviventris) és un ocell de la família dels emberízids (Emberizidae).

## Hàbitat i distribució
Habita el bosc obert, matolls i ciutats del sud de Mauritània i sud de Mali, Níger, Senegal, Gàmbia, Benín, Burkina Faso, nord de Nigèria, Camerun, Txad, República Centreafricana, cap a l'est fins Sudan, Etiòpia i Eritrea. República del Congo, República Democràtica del Congo, Ruanda, Burundi, Uganda, Kenya, Tanzània, Angola, Zàmbia, Malawi, Moçambic, centre de Namíbia, Botswana, Zimbabwe i sud de Sud-àfrica.

## Subespècies
Les autoritats taxonòmiques més importants reconeixen quatre subespècies:
- E. f. flaviventris (Stephens, 1815) - la subespècie nominal, es troba des del Cap fins al sud del Sudan del Sud.
- E. f. flavigaster (Cretzschmar, 1828) - es troba al llarg d'un cinturó estret a través del Sahel, i la seva distribució és discontínua respecte a les altres subespècies.
- E. f. princeps (Clancey & Winterbottom, 1960) - es troba al sud d'Angola i Namíbia.
- E. f. kalaharica (Roberts, 1932) - extrem sud de Sudan del Sud fins a Botswana, nord de Sud-àfrica i centre Moçambic.

E. f. princeps és similar a la subespècie nominal però és més gros i més pàl·lit per sota.
E. f. flavigaster és més distintiu, amb l'esquena més pàl·lida i vermella, la gropa gris pàl·lida, les parts inferiors de color groc pàl·lid i els flancs més blancs.